# Линколн Вилиџ (Калифорнија)
Линколн Вилиџ (енгл. Lincoln Village) насељено је место без административног статуса у америчкој савезној држави Калифорнија.

## Демографија
По попису из 2010. године број становника је 4.381, што је 165 (3,9%) становника више него 2000. године.
| Група             | 2000.         | 2010.         |
| Белци             | 2.975 (70,6%) | 2.375 (54,2%) |
| Афроамериканци    | 123 (2,9%)    | 154 (3,5%)    |
| Азијати           | 180 (4,3%)    | 269 (6,1%)    |
| Хиспаноамериканци | 801 (19,0%)   | 1.422 (32,5%) |
| Укупно            | 4.216         | 4.381         |